# Hydrogen Challenger
Die Hydrogen Challenger war ein ehemaliger Küstentanker, der für die mobile Wasserstoffherstellung umgerüstet worden war.

## Geschichte
Der  Produktentanker wurde 1967 von der Bayerischen Schiffbaugesellschaft in Erlenbach am Main für die Tankschiff-Reederei Diersch & Schröder gebaut und als Bernd in Dienst gestellt. Das ursprünglich 56 Meter lange Schiff wurde 1969 bei der AG Weser in Bremen auf rund 65 Meter verlängert. Es war dann mit 499 BRT vermessen, die Tragfähigkeit betrug rund 1000 t. 1999 wurde das Schiff auf die Bremer MV "Bernd" Tankreederei Fehner GmbH übertragen. 2004 wurde der Tanker auf das Bremer Unternehmens Hydrogen Challenger übertragen und in Hydrogen Challenger umbenannt. Das Schiff wurde im Rahmen eines von Juli 2003 bis August 2004 laufenden Forschungsprojektes, an dem unter anderem das Institut für Automatisierungs- und Elektrotechnik (IAE) der Hochschule Bremerhaven beteiligt war, auf Basis des Konzepts von Hydrogen Challenger zum Wasserstofftanker umgebaut. Das Gesamtkonzept wurde von der Hochschule Bremerhaven wissenschaftlich betreut. Das Unternehmen Hydrogen Challenger wurde im April 2008 liquidiert und im Oktober 2008 gelöscht. Die Hydrogen Challenger wurde 2010 erneut auf D. Fehner übertragen, lag längere Zeit im Reiherstieg in Hamburg auf und wurde 2013 bei Theo Reitsma Recycling in Kootstertille in den Niederlanden verschrottet.

## Beschreibung
Der Wasserstofftanker wurde mit den für die Wasserelektrolyse benötigten Geräten neu ausgerüstet, darunter mehrerer vertikalen Windturbinen, die Strom produzieren sollten, und einer Elektrolyseeinheit. Die Idee war, in der Deutschen Bucht mit dem durch die Windturbinen produzierten Strom durch Elektrolyse Wasser in Wasserstoff und Sauerstoff umzuwandeln. Der Ansatz, Wasserstoff auf See zu erzeugen, basierte auf der Idee, den Strom aus Windkraft auf See günstiger als durch aufwendig zu bauende Offshore-Windkraftanlagen erzeugen zu können. Die Speicherkapazität der Tanks an Bord des Schiffes betrug 1.194 m³ (42.000 ft³).